# Xanthe Terra

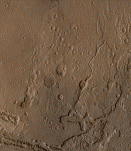
Wyżyna Xanthe Terra

Xanthe Terra – wyżyna na Marsie, położona w pobliżu równika. Obszar ten ma średnicę 1867,65 km, a rozciąga się od 17,46° szerokości północnej do 14,27° szerokości południowej oraz od 35,06° do 61,53° długości zachodniej. Centrum Xanthe Terra znajduje się na ♂ 1,61°N 48,05°W/1,610000 -48,050000.
Wyżyna Xanthe Terra jest poprzecinana głębokimi dolinami, które powstały w wyniku erozji wodnej. We wczesnym okresie historii Marsa na planecie musiały padać deszcze. Opady te spływały następnie po powierzchni. Nieliczne z kraterów na powierzchni wyżyny mogły tworzyć jeziora, w okresie gdy woda płynęła w dolinami pomiędzy 3,8 a 4 miliardami lat temu. Same doliny mogły formować się stosunkowo szybko.
Doliny na Marsie powstawały w wyniku dwóch procesów: przepływu wód podziemnych i erozji odgłownej albo przepływów powierzchniowych wywołanych przez opady deszczu lub śniegu. Oba te procesy odegrały również ważną rolę podczas kształtowania powierzchni Xanthe Terra. Około 3,5 do 3,8 miliarda lat temu opady osłabły, a doliny wyschły. Od tego momentu erozja na powierzchni Marsa była minimalna, dzięki czemu na obszarze Xanthe Terra nadal możemy obserwować naniesione osady w dolinach, choć są one bardzo podatne na zniszczenie.
Decyzją Międzynarodowej Unii Astronomicznej w 1979 roku, obszar ten został nazwany od Ksante w mitologii greckiej (grec. dosłownie złotowłosa).